# Glasthule
Glasthule (gaèlic irlandès Glas Tuathail que vol dir "rierol de Tuathail o Toole") és un barri de Dublín, República d'Irlanda. És al llarg de la costa est de Dublín, entre Dún Laoghaire i Dalkey.
Cada any s'hi celebra el Bloomsday (celebrant el dia que aparegué l'aclamada novel·la de James Joyce Ulisses).
La Torre James Joyce es troba a la rodalia de Sandycove.

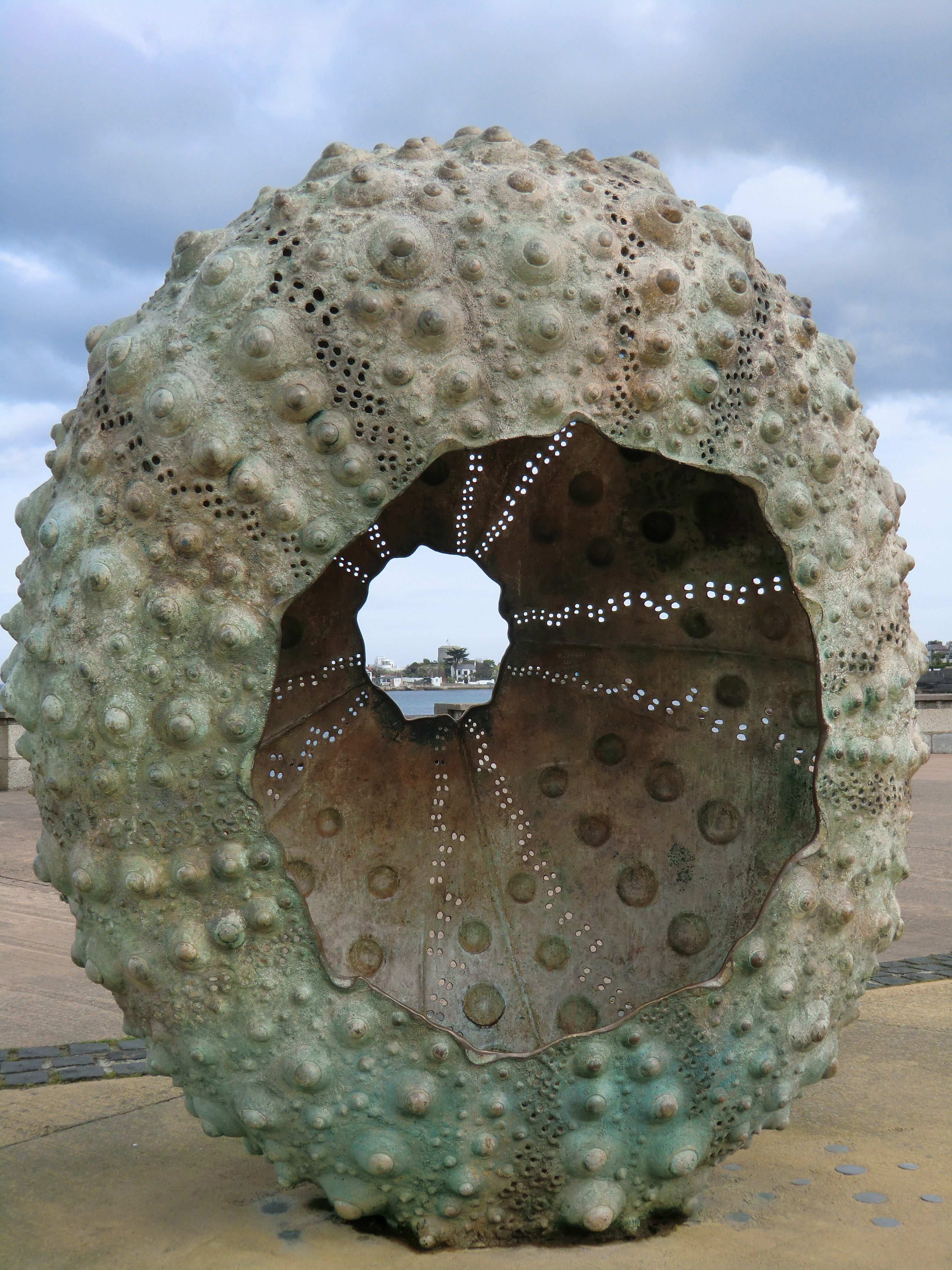
Obra d'art ("Mothership" de Rachel Joynt) en la línia de costa a Glasthule, la Torre James Joyce es pot veure al centre de la imatge

Les Germanes de la Presentació tenen una casa a Glasthule i hi tenien l'escola d'ensenyament secundari per a nois Presentation College Glasthule, fins a 2006.
És l'escenari principal de la novel·la de Jamie O'Neill At Swim, Two Boys (2001).
Pádraic Colum va viure un temps a Glasthule.